# 망누스 4세 (노르웨이)

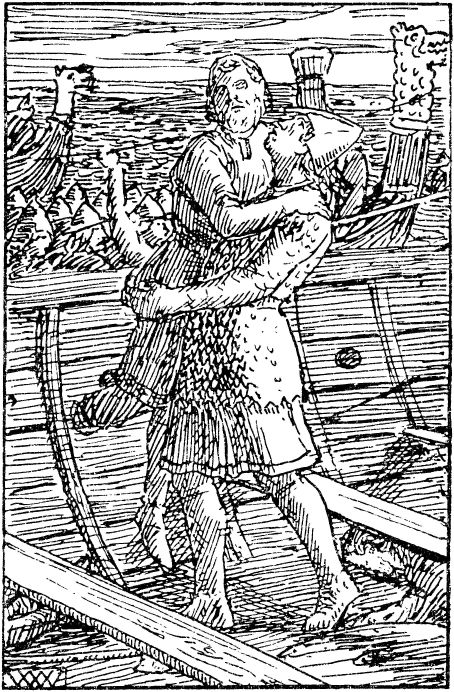
망누스 4세의 죽음

망누스 4세(노르웨이어: Magnus IV, 1115년 ~ 1139년 11월 12일) 또는 망누스 시구르손(노르웨이어: Magnus Sigurdsson)은 노르웨이의 국왕(재위: 1130년 ~ 1135년, 1137년 ~ 1139년)이다. 하르드라디 가 출신이며 맹인왕 망누스라는 별칭으로 부르기도 한다.

## 생애
시구르 1세 국왕의 아들로 태어났다. 1130년 시구르 1세가 사망하면서 자신의 삼촌인 하랄 4세와 함께 노르웨이의 공동 군주로 즉위했다. 그렇지만 노르웨이의 평화는 그리 오래 가지 못했고 1134년에는 망누스 4세가 하랄 4세를 상대로 전쟁을 선포하게 된다. 한편 하랄 4세는 덴마크로 망명했다.
1135년 1월 7일 덴마크의 에리크 2세 국왕의 지원을 받은 하랄 4세의 군대가 망누스 4세가 이끄는 군대를 물리치면서 하랄 4세는 노르웨이의 유일한 국왕이 되었다. 이 과정에서 망누스 4세는 한쪽 다리를 절단당하는 형벌, 두 눈을 멀게 만드는 형벌, 거세를 당하는 형벌을 받게 된다.
1136년 하랄 4세 국왕이 노르웨이의 왕위 요구자였던 시구르 슬렘베(Sigurd Slembe)에 의해 살해당하면서 노르웨이의 국왕으로 복위했지만 1139년 11월 12일에 일어난 노르웨이 내전의 전투에서 잉에 1세, 시구르 2세가 이끄는 연합군의 공격을 받고 전사했다.